# Novi (Volgograd)
|  | Per a altres significats, vegeu «Novi». |

Novi (en rus: Новый) és un poble (un khútor) de l'óblast de Volgograd, a Rússia, segons el cens del 2010 tenia 66 habitants. Pertany al districte municipal de Pal·làssovka.